# Jonathan P. Rogers
Jonathan P. Rogers (* im Kennebec County, Maine; † in Boston) war ein US-amerikanischer Anwalt und Politiker, außerdem von 1832 bis 1833 Maine Attorney General.

## Leben
Jonathan P. Rogers wurde im Kennebec County in Maine geboren. Im Jahr 1825 kam er nach Bangor, Maine.
Seine Zulassung zum Anwalt erhielt er im Jahr 1826. Zusammen mit dem späteren Gouverneur von Maine Edward Kent führte er von 1828 bis 1831 eine Kanzlei in Bangor. Als Mitglied der Demokratischen Partei war er von 1832 bis 1833 Attorney General von Maine. Dem Senat von Maine gehörte er im Jahr 1834 an. Er kandidierte im Jahr 1837 erfolglos gegen Kent um das Amt des Gouverneurs.
Rogers war mit Lydia M. Page verheiratet und hatte einen Sohn. Er zog nach Boston und verstarb dort im Alter von 46 Jahren.